# Misztikus név
A nomen mysticum (azaz misztikus név, vagy titkos név) misztikus szervezet egy tagjának neve, melyet beavatás során kapott.

## Beavatás
Titkos nevet általában nem adományoznak neofitáknak, hanem bizonyos beavatás sikeres teljesítése után lehet elnyerni, melynek rituáléja szervezetenként különböző lehet. Feltételezések szerint a folyamat a reinkarnáció (születés - halál - újjászületés) misztériumának felfedését jelenti a jelölt számára.

## Ismert misztikus nevek
- Sar Alden: Harvey Spencer Lewis, F.R.C., S.·.I.·., 33°66°95°, Ph.D., a FUDOSI tagjaként[3]
- Sar Validivar: Ralph Maxwell Lewis, F.R.C., a FUDOSI tagjaként[3]
- Sar Hieronymus: Émile Dantinne, a FUDOSI tagjaként[3]
- Sar Yesir: Victor Blanchard, a FUDOSI tagjaként[3][2]

## Lásd még
- Rózsakeresztes rend
- Rózsakeresztesek
- Okkultizmus

## Fordítás
Ez a szócikk részben vagy egészben  a   Nomen Mysticum című angol Wikipédia-szócikk fordításán alapul.  Az eredeti cikk szerkesztőit annak laptörténete sorolja fel. Ez a jelzés csupán a megfogalmazás eredetét és a szerzői jogokat jelzi, nem szolgál a cikkben szereplő információk forrásmegjelöléseként.